# There Is No-One What Will Take Care of You
There Is No-One What Will Take Care of You è il primo album in studio del musicista statunitense Will Oldham, pubblicato nel 1993 a nome Palace Brothers.

## Tracce
Testi e musiche di Will Oldham, eccetto dove indicato.
1. Idle Hands Are the Devil's Playthings – 2:06
2. Long Before – 6:12
3. I Tried to Stay Healthy for You – 3:30
4. The Cellar Song – 3:51
5. (I Was Drunk at the) Pulpit – 3:51
6. There Is No-One What Will Take Care of You – 2:55
7. O Lord Are You in Need? – 2:58
8. Merida – 3:38
9. King Me – 3:49
10. I Had a Good Mother and Father (Washington Phillips) – 2:54
11. Riding – 4:23
12. O Paul – 2:49